# Juan Francisco Cabrera
Juan Francisco Cabrera Torres (* 9. Juni 1979) ist ein chilenischer Radrennfahrer.
Juan Francisco Cabrera gewann 2003 jeweils eine Etappe bei der Vuelta Ciclista de Chile und bei der Vuelta a Zamora. Im nächsten Jahr war er zum ersten Mal auf einem Teilstück der Vuelta Ciclista Lider al Sur erfolgreich. 2005 gewann er dort wieder zwei Etappen und er wurde chilenischer Meister im Straßenrennen. Bei der Vuelta Lider al Sur 2006 war er mit seinem Team Lider Presto beim Mannschaftszeitfahren erfolgreich und er gewann eine weitere Etappe allein. Außerdem wurde er Erster des achten Teilstücks bei der Vuelta a Sucre. 2007 gewann er wieder das Mannschaftszeitfahren der Vuelta Lider al Sur und zwei Etappen alleine. Ein weiterer Etappensieg gelang ihm bei der Vuelta a Peru.
Nach seiner Teilnahme an der Vuelta Ciclista Lider al Sur wurde Cabrera 2007 positiv auf EPO getestet und von Juli 2007 bis Juli 2009 gesperrt.

## Erfolge
2003
- eine Etappe Vuelta Ciclista de Chile

2004
- eine Etappe Vuelta Ciclista Lider al Sur

2005
- zwei Etappen Vuelta Ciclista Lider al Sur
- Chilenischer Straßenmeister

2006
- eine Etappe und Mannschaftszeitfahren Vuelta Ciclista Lider al Sur

2007
- zwei Etappen und Mannschaftszeitfahren Vuelta Ciclista Lider al Sur